# دان هول
دان هول (انگلیسی: Daan Hoole؛ زادهٔ ۲۲ فوریهٔ ۱۹۹۹ ‏(۲۶ سال)) دوچرخه‌سوار اهل پادشاهی هلند است.
از باشگاه‌هایی که در آن بازی کرده‌است می‌توان به تیم ترک-سگافردو اشاره کرد.
وی در مسابقات کشوری و بین‌المللی در مجموع برندهٔ ۱ مدال برنز شده‌است.